# Pryzmat pentagonalny

Pryzmat prosty

Pryzmat dachowy (odwracający)

Pryzmat pentagonalny, pryzmat pięciokątny – pryzmat, w którym wpadające światło, odbija się od 2 płaszczyzn, nachylonych do siebie pod kątem 45 stopni, dzięki czemu obraz wyjściowy jest prosty. W pryzmacie tym, ze względu na niewielki kąt padania światła, nie zachodzi całkowite wewnętrzne odbicie. Zamiast tego ścianki pokryte są powłoką odbijającą światło.
Pryzmat ten stosowany w urządzeniach optycznych i w lustrzankach jednoobiektywowych, w 1948 roku kombinat Carl Zeiss Jena wprowadził do sprzedaży przystawki z pryzmatem pentagonalnym przeznaczone do wizjerów małoobrazkowych aparatów Exakta, a w 1949 roku po raz pierwszy zastosowano wbudowany pryzmat pentagonalny w lustrzance Contax S produkowanej przez zakłady Zeiss Ikon w Dreźnie.